# Magnac-Bourg
Magnac-Bourg település Franciaországban, Haute-Vienne megyében. Lakosainak száma 1115 fő (2022. január 1.). Magnac-Bourg Glanges, Château-Chervix, Meuzac, Saint-Germain-les-Belles és Vicq-sur-Breuilh községekkel határos.

## Népesség
A település népességének változása:
| Lakosok száma | 1120 | 1098 | 1111 | 1089 | 1097 | 1106 | 1114 | 1115 | 1115 |
|               | 2013 | 2015 | 2016 | 2017 | 2018 | 2019 | 2020 | 2021 | 2022 |